# Centurion (Afrique du Sud)
Pour les articles homonymes, voir Centurion (homonymie).
Centurion (Verwœrdbourg jusqu'en 1995) est une ville d'Afrique du Sud située entre Pretoria et Midrand, à l'intersection des autoroutes N1 et N14. Située dans la province de Gauteng dans la région historique du centre du Transvaal, Centurion est avec Pretoria l'une des principales communes constitutives de la municipalité de Tshwane.

## Démographie
Selon le recensement de 2011, Centurion comprend 236 580 résidents, principalement issu de la communauté blanche (58,97 %). Les noirs représentent 29,30 % des habitants. Les asiatique 8,4%.
Les habitants sont à 49,43 % de langue maternelle afrikaans et à 25,99 % de langue maternelle anglaise.

## Histoire
C'est vers 1826 que les Matabele du chef Mzilikazi affrontèrent avec succès les tribus Bakwena qu'ils refoulèrent hors de la région.
En 1841, Daniel Jacobus Erasmus, un boer, bâtit sa ferme, Zwartkop, et y installa sa famille. Plusieurs fermes furent construites dans les années qui suivirent et prirent pour nom  Erasmia, Elardus Park, et Doornkloof.
En 1849, le révérend Andrew Murray baptisa 129 bébés et ordonna 29 nouveaux membres  de l'église réformée hollandaise. En 1889, Alois Hugo Nelmapius amalgama les portions nord et nord-est de la ferme Doorkloof pour former la localité d'Irene (du nom de sa fille).
Lors de la première guerre des Boers en 1881, la bataille de Rooihuiskraal se déroula sur les lieux. Le commando boer de D.J. Erasmus Jr attaqua avec succès le régiment du commandant britannique de la garnison de Pretoria. Durant la seconde guerre des Boers, un camp de concentration fut construit à Irene, regroupant 5 500 femmes et enfants boers. Près de 1 250 d'entre eux (dont 1 000 enfants) y laissèrent la vie.

### D'Irene à Verwœrdbourg
La commune d'Irene fut établie en 1902. Elle n'allait pas tarder à y compter comme résident l'une des personnalités d'Afrique du Sud les plus illustres de son temps, le général Jan Smuts.
La commune d'Irene se développa au sein du district communal de Lyttelton à partir de 1904 pour former une partie de la banlieue sud de Pretoria.
En 1955, Lyttletown se dotait de son premier conseil communal et, en 1962, accédait au rang de ville regroupant les communes de Doornkloof, Irene et Lyttelton. La géographie de la ville de Lyttletown s'étendait alors sur 777 hectares.
En 1967, la ville de Lyttelton était rebaptisée Verwœrdbourg (Verwœrdburg en anglais) en hommage au premier ministre sud-africain, Hendrik Verwœrd, assassiné l'année précédente. Sa zone géographique était d'ailleurs étendue et comprenait non seulement Lyttelton (devenue un quartier) mais aussi les localités de Clubview, Eldoraigne, Wierda Park et Zwartkops.
En 1973, l'adjonction de quartiers et terres agricoles permet à la ville de s'étendre dorénavant sur 20 000 hectares.
Durant les années 1970, Verwœrdbourg est politiquement un bastion conservateur du parti national dont le député est Adriaan Vlok. Elle fait figure également de banlieue résidentielle de Pretoria, la capitale sud-africaine.
En 1995, la ville de Verwœrdbourg est de nouveau rebaptisée lors de son amalgamation avec les localités de Rantesig, d'Erasmia, de Christoburgh, de Claudius ainsi qu'avec le township indien de Laudium et celui d'Olievenhoutbosch. La nouvelle entité prend le nom de Centurion du nom du grand stade de la ville.
Centurion est alors la seule ville située au nord du fleuve Vaal à ne pas être remportée par l'ANC lors des premières élections municipales de 1995 mais par le parti national.
Le 5 décembre 2000, la ville perd son statut municipal et entre au côté de Pretoria dans la municipalité métropolitaine de Tshwane où elle est représentée par huit conseillers municipaux élus au suffrage direct et au suffrage proportionnel.
Après celles de Pretoria, ses circonscriptions sont les plus pourvoyeuses en conseillers municipaux de l'Alliance démocratique au sein de la municipalité.

## Infrastructures
Centurion est une ville moderne, principalement résidentielle mais disposant de grands centres commerciaux, d'un hôpital réputé et de nombreuses infrastructures de divertissement (golf, théâtre...). La résidence de Jan Smuts et les grottes de Sterkfontein (situées à 50 km) sont les principaux lieux d'intérêts touristiques de Centurion.  
Centurion abrite le siège social de nombreuses entreprises de pointe notamment de celles spécialisées dans les télécommunications (Siemens, Telkom…). Elle abrite l'« Aerospace Valley » de l'Afrique du Sud, qui s’étend de Centurion jusqu'à Midrand. La ville de Centurion abrite notamment le siège des compagnies aéronautiques comme Aerosud et Denel Aerospace.

## Liste des maires de 1964 à 2000
En décembre 1994, le conseil municipal est dissous et Verwœrdbourg intégré dans l'infrastructure-sud du Conseil de transition de la métropole de Pretoria comprenant Verwœrdbourg, Rantesig, Erasmia, Laudium, Christoburgh et Claudius. En novembre 1995, ses habitants élisent le dernier conseil municipal autonome de la ville.
- Hannes Hattingh (1964-1965) : 1er mandat
- Hennie van Zyl (1966-1967) : maire (NP) de Lyttleton
- J.B. Willers (1968) : parti national
- George van Dyk (1990-1991) : parti national
- Chris Liebenberg  (1991-1992) : parti national
- Gawie Krause (1992-1993) : parti national
- George van Dyk (1993-1994) : parti national
- Hannes Hattingh (1994) : parti national (2e mandat)
- Conseil transitoire regroupant Verwœrdbourg, Rantesig, Erasmia, Laudium, Christoburgh et Claudius : présidé par Hannes Hattingh et William Thladi
- George van Dyk (1995-1996) : parti national
- Frans Smith (1996-1997) : parti national
- Rita Aucamp (1997-1998) : parti national
- Christa Spoelstra (1999-2000) : nouveau parti national/parti démocratique/alliance démocratique

## Personnalités locales
- Adriaan Vlok (1937-2023), ministre et député de Verwoerdburg (1974-1994), mort à l'hôpital Unitas de Centurion